# Джайнтиапур
Джайнтиапур (бенг. জৈন্তাপুর, англ. Jaintiapur) — город на северо-востоке Бангладеш, административный центр одноимённого подокруга. Площадь города равна 2,27 км². По данным переписи 2001 года, в городе проживало 5769 человек, из которых мужчины составляли 52,71 %, женщины — соответственно 47,29 %. Плотность населения равнялась 2541 чел. на 1 км². Уровень грамотности населения составлял 47,6 % (при среднем по Бангладеш показателе 43,1 %). 